# Marynienka
Marynienka (biał. Марыненка, ros. Мариненко) – przystanek kolejowy w miejscowości Połock, w rejonie połockim, w obwodzie witebskim, na Białorusi. Położony jest na linii Połock - Mołodeczno.
Przystanek powstał w 2019.